# حزب دموکراسی و پیشرفت
حزب دموکراسی و پیشرفت (به ترکی: Demokrasi ve Atılım Partisi, DEVA) حزبی سیاسی در ترکیه است که به وسیلهٔ معاون سابق نخست‌وزیر این کشور، علی باباجان تأسیس شده است. انتظار می‌رود که این حزب جدیدالتأسیس در مجلس ملی کبیر ترکیه با تنها نمایندهٔ خود یعنی مصطفی ینراوغلو که از بنیانگذاران حزب نیز هست نمایندگی شود.

## تاریخچه
بنیانگذاران حزب شامل مصطفی ینراوغلو نمایندهٔ مجلس، سعدالله ارگین وزیر سابق دادگستری، احمد ادیب اوغور شهردار سابق بالیکسیر، نیهاد آرگون وزیر سابق علوم، صنعت و فناوری، و سلما عالیه کاواف وزیر سابق خانواده و سیاست اجتماعی است. در نخستین جلسهٔ بنیانگذاران حزب در ۱۰ مارس ۲۰۲۰ علی باباجان به اتفاق آراء به عنوان رهبر حزب برگزیده شد. او نشان رسمی و دستور کار حزب را در ضیافت ناهار در حضور اعضای حزب در ۱۱ مارس ۲۰۲۰ ابلاغ کرد.